# Melanosoma bella
Melanosoma bella är en tvåvingeart som beskrevs av Krober 1927. Melanosoma bella ingår i släktet Melanosoma och familjen stekelflugor. Inga underarter finns listade i Catalogue of Life.